# Ihlsee (Oeversee)

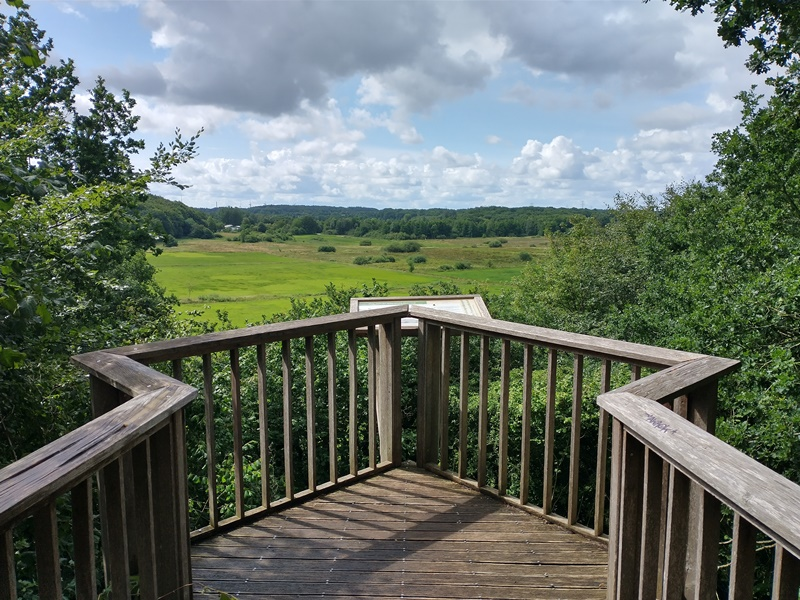
Blick auf die Ihlsee-Niederung von der Aussichtsplattform der Fröruper Berge

Der Ihlsee (dänisch: Ildsø) ist ein verlandeter See in der Gemeinde Oeversee im Kreis Schleswig-Flensburg in Schleswig-Holstein. Der frühere See hat sich inzwischen zu einem weitgehend waldfreien Niederungsbereich entwickelt. Die Niederung liegt südlich der renaturierten Kiesgrube Tinghoe (Tinghøj) und zu Fuße des östlich aufsteigenden Endmoränengebietes der Fröruper Berge im Bereich Lussangelns. Die Niederung wird vom Ihlseestrom und der Tingwatter Au durchzogen, der Ihlseestrom mündet weiter südlich als Zufluss in die Treene. Gewässerbegleitend treten kleinflächige Quellfluren, Seggenriede und Rohrglanzgras-Röhrichte auf mit kleinflächigen Übergängen zu feuchten Hochstaudenfluren. Am nördlichen Rand der Ihlseestromniederung wurde eine Aussichtsplattform aufgestellt.
Der See wurde erstmals 1587 schriftlich erwähnt. Die Bezeichnung kommt aus dem Dänischen (altdän. *ighil, neudän. igle) und verweist auf Blutegel. Auch der weiter nördlich zw. Gottrupel und Harrislee gelegene See Ihlsee (Ilsø) hat die gleiche Bedeutung.